# 자유일본방송
자유일본방송(自由日本放送)은 일본 공산당이 베이징에서 설립한 지하방송이다. 1952년 5월 1일에 개국하였다. 1955년에 `역할을 끝냈으므로 방송을 종료합니다` 라는 멘트로 방송을 중단하였다.

## 주파수
- 중파 1230 kHz
- 단파 11900 kHz

## 방송 언어
- 일본어